# Adam Łyszkowicz
Adam Bolesław Łyszkowicz (ur. 2 stycznia 1945 w Brwinowie) – polski geodeta, profesor nauk technicznych.

## Życiorys
W 1967 ukończył studia na Wydziale Geodezji i Kartografii Politechniki Warszawskiej. W latach 1967–1968 pracował w Instytucie Geodezji i Kartografii w Warszawie. Od 1968 pracował w Wyższej Szkole Rolniczej w Olsztynie, przekształconej w 1972 w Akademię Rolniczo-Techniczną w Olsztynie. W 1975 obronił pracę doktorską Wybór matematycznych modeli dla rozkładów empirycznych, wyników pomiarów geodezyjnych napisaną pod kierunkiem Lubomira W. Barana. W 1982 został pracownikiem Państwowego Przedsiębiorstwa Geodezji i Kartografii w Warszawie, w latach 1982-1984 był pracownikiem Przedsiębiorstwa Eksportu "Geokart" w Warszawie, w latach 1984-1986 wykładał na University of Zambia. Od 1986 był zatrudniony w Centrum Badań Kosmicznych PAN. W 1994 otrzymał na Akademii Rolniczo-Technicznej w Olsztynie stopień doktora habilitowanego na podstawie pracy The Geoid for the Area of Poland, w 1999 tytuł profesora nauk technicznych. W latach 2001–2015 pracę w CBK PAN łączył z pracą w Katedrze Geodezji Szczegółowej na Wydziale Geodezji i Gospodarki Przestrzennej Uniwersytetu Warmińsko-Mazurskiego w Olsztynie. Od 2015 pracuje w Wyższej Szkole Oficerskiej Sił Powietrznych.
W swoich badaniach zajmuje się badaniem przebiegu geoidy w skali regionalnej i globalnej, problemami układów wysokościowych, wykorzystaniem altimetrii satelitarnej w geodezji.
Za pracę The Geoid for the Area of Poland otrzymał w 1995 Nagrodę Naukową im. Mikołaja Kopernika.